# Замыцкие
Замыцкие — древний русский дворянский род, ряд представителей которого входил в состав боярской думы.
При подаче документов (декабрь 1685), для внесения рода в Бархатную книгу, была предоставлена родословная роспись Замыцких, выписка Палаты родословных дел из старинного родословца Замыцких и родословной росписи Бутурлиных (1687). Указ о внесении родословия Замыцких в Бархатную книгу, в главу Свибловых, подписан (10 июня 1687).
Род внесён в VI часть дворянской родословной книги Владимирской, Нижегородской, Московской, Екатеринославской и Ярославской губерний.
Одного происхождения с Пушкиными, Мусиными-Пушкиными, Кологривовыми, Бутурлиными, Свибловыми, Каменскими, Курицыными, Челядниными и проч.

## Происхождение и история рода
Предок их "муж честен" Ратша, выехал «из немцев», в Великий Новгород в конце XII века.
Внук боярина Ивана Акинфеевича, Иван Владимирович Пушкин-Замыцкий, живший в половине XV века, имел сына Петра Ивановича — родоначальника Замыцких и угасшего рода Застолбских.
Степан Петрович воевода в Иван-городе (1502 и 1515). Константин Тимофеевич Замыцкий посол в Литве (1512), Пруссии (1520),  Валахии (1530). Василий Тимофеевич пожалован (1525) великим князем Василием III Ивановичем поместьем в Бежецком уезде, именуемая "Гора Алексеева" с деревнями, а Иваном IV Васильевичем Грозным г. Мещерою. Семён Степанович — посол в Швеции (1538). Василий Константинович наместник в Почепе, а Никита Константинович наместник в Стародубе (1565).
В XVI и XVII веках многие Замыцкие служили воеводами, стольниками и стряпчими, один был окольничим.

## Описание герба
В золотом щите на зелёной горе красная башня с дверью и двумя окнами, с круглой крышей, увенчанной крестом. Справа и слева от неё, серпы, повернутые к ней остриями.
Щит увенчан дворянским шлемом с короной. Нашлемник: поднятая рука в червленом держит царскую грамоту в золотой парче с красной вислой печатью. Намёт: красный с золотом. Герб Замыцких внесён в Часть 12 Общего гербовника дворянских родов Всероссийской империи, стр. 42.

## Известные представители рода
- Замыцкий Василий Тимофеевич Жук - воевода в Унже (1528).
- Замыцкий Василий Тимофеевич Толстый - воевода в Смоленске (1549).
- Замыцкий Дмитрий Андреевич - осадный воевода в Рузе (1682).
- Замыцкий, Андрей Васильевич († 1605) — воевода Русского царства.
- Замыцкий, Василий Афанасьевич — воевода (1635).
- Замыцкий-Чешиха, Василий Иванович — воевода на службе у удельного князя можайского Ивана Андреевича.
- Замыцкий-Чешиха, Василий Константинович — московский дворянин, сын боярский и голова на службе у московского князя Василия III и царя Ивана IV Грозного
- Замыцкий, Василий Тимофеевич Большой по прозвищу Шумиха — московский дворянин, воевода на службе у московского князя Василия III.
- Замыцкий, Даниил Андреевич — воевода (1607), московский дворянин (1627-1640).
- Замыцкий, Дмитрий Андреевич — воевода Русского царства, наместник в Мценске.
- Замыцкие: Фёдор Андреевич,  Иван Фёдорович и Афанасий Дмитриевич - стольники патриарха Филарета (1627-1629).
- Замыцкий Герасим Константинович - патриарший стольник (1627-1629), московский дворянин (1636-1658).
- Замыцкие: Никифор Фёдорович и Василий Афанасьевич - московские дворяне (1636-1640).
- Замыцкий Иван Иванович - московский дворянин (1640-1677).
- Замыцкий Алексей Иванович - стряпчий (1658-1676).
- Замыцкий Данила Петрович - стряпчий (1692), стольник (1695).
- Замыцкие: Фёдор Большой и Фёдор Меньшой Ивановичи, Юрий Иванович и Василий Дмитриевич - стольники (1686-1696)[3].
- Замыцкий, Дмитрий Петрович (?—1879) — адмирал, член Адмиралтейств-совета.
- Замыцкий, Константин Тимофеевич — московский дворянин, дипломат на службе у московских князей Ивана III и Василия III[4].
- Замыцкий, Семён Степанович по прозвищу Шарап — московский дворянин и дипломат.